# Svitino di Winchester
Svitino, in inglese  Swithun in antico inglese Swithin (Hampshire, 800 circa – Winchester, 2 luglio 862), fu un vescovo anglosassone che tenne la sede episcopale di Winchester dall'852 all'862. È venerato come santo dalla chiesa cattolica, da quella ortodossa e dalla comunione Anglicana.
La sua importanza storica è messa in ombra dalla sua reputazione come autore di miracoli postumi. Secondo la tradizione il tempo atmosferico del giorno della sua memoria liturgica (15 luglio) si protrarrà per altri quaranta giorni.

## Biografia
Svitino fu vescovo di Winchester dal 30 ottobre 852 fino alla sua morte, avvenuta il 2 luglio 862. Tuttavia egli è a mala pena citato nei documenti del suo tempo. Della sua morte si parla nel manoscritto di Canterbury della Anglo-Saxon Chronicle (MS F). La sua firma è apposta negli elenchi dei testimoni in molti atti di allora, tre dei quali risalgono agli anni 833, 838, 860–862. Nella prima egli si firma come Swithunus presbyter regis Egberti (Svitino presbitero del re Egberto), nella seconda come Swithunus diaconus (Svitino diacono) e nella terza come Swithunus episcopus (Svitino vescovo).
Più di cento anni dopo, quando Dunstano ed Æthelwold di Winchester stavano iniziando la loro riforma ecclesiastica, egli venne adottato come santo patrono della cattedrale di Winchester appena restaurata, prima dedicata ai santi Pietro e Paolo. La sua salma fu trasferita dalla sua quasi dimenticata tomba alla nuova basilica di Æthelwold il 15 luglio 971 e, secondo autori coevi, numerosi miracoli precedettero e seguirono questa traslazione.
Il suo nome va ricondotto all'inglese antico Swiðhun o Swiþhun, basato su swiþ ("forza") combinato forse con hun ("cucciolo d'orso") (anche se un certo numero di fonti propone il significato di "uomo dei maiali").

## Agiografia
Il revival della fama di Svitino diede origine ad una ricca letteratura leggendaria. La cosiddetta Vita S. Swithuni, di Lantfred di Fleury e Wulfstan il Cantore, scritta verso l'anno 1000, riporta ben pochi fatti biografici: tutto ciò che negli ultimi anni passa per autentici fatti della vita di Svitino proviene da una biografia attribuita a Gozzelino di San Bertino, un monaco che giunse in Inghilterra insieme ad Ermanno di Salsbury, vescovo di Salisbury dal 1058 al 1078. Da questo scrittore apprendiamo che san Svitino nacque nel regno di Egberto del Wessex e venne ordinato sacerdote da Helmstan, vescovo di Winchester dall'838 all'852 circa. La sua fama giunse agli orecchi del re, che lo nominò tutore del figlio Etelvulfo (alias Adulphus) e lo considerava uno dei suoi principali amici.
Sotto il regno di Æthelwulf Svitino divenne vescovo di Winchester, consacrato dall'arcivescovo di Canterbury Ceolnoth. In questo nuovo incarico egli si distinse per la sua pietà ed il suo zelo nel costruire nuove chiese o restaurane di esistenti. Dietro sua richiesta Æthelwulf donò un decimo delle terre di proprietà della corona alla Chiesa. Svitino percorreva i suoi viaggi in diocesi a piedi; quando dava un banchetto invitava i poveri e non i ricchi. Guglielmo di Malmesbury aggiunge che, se il vescovo Ealhstan di Sherborne era il ministro di Æthelwulf per le questioni temporali, Svitino lo era per quelle dello spirito.
Il miracolo più famoso di Svitino fu il ripristino di un cesto di uova che alcuni operai avevano maliziosamente rotto. Delle storie connesse a Svitino le due più note sono quelle della donna delle uova di Winchester e quella dell'ordalia di Emma.
La prima è narrata nella Vita (c. 1100), di Gozzelino, e la seconda nella Historia major (XV secolo) di Thomas Rudborne, un'opera che ha contribuito anche alla non improbabile leggenda di un viaggio a Roma compiuto nell'856.
Svitino morì il 2 luglio 862: egli aveva disposto affinché fosse seppellito nella chiesa ma all'esterno, in un luogo privo d'importanza.

## La sua sepoltura

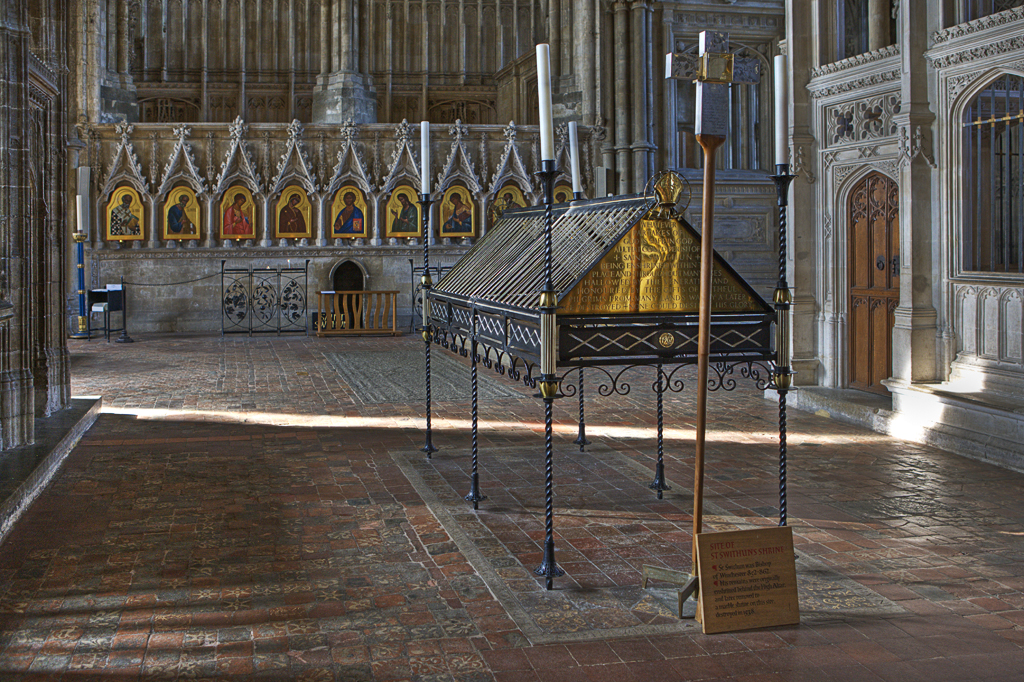
La teca in ricordo di Svitino nella Cattedrale di Winchester con l'iconostasi di Fedorov nella parte retrostante del coro

In effetti Guglielmo di Malmesbury scrive che il suo corpo era stato inumato all'esterno della chiesa «…ubi et pedibus praetereuntium et stillicidiis ex alto rorantibus esset obnoxius» [dove poteva essere sottoposto al piede del passante ed alla pioggia che cade dall'alto], il che significa che la leggenda della sua volontà di essere sepolto fuori dalla chiesa era già ben nota nel XII secolo.
Nel 971 si decise di traslarne la salma in una teca posta all'interno della cattedrale Old Minster ed una teoria fa risalire la leggenda di un forte temporale verificatosi durante tale traslazione, al dissenso del santo verso coloro che spostavano la sua tomba. La storia comunque manca di riscontri e non se ne trova traccia prima del XVII o XVIII secolo. Vi è anche una variante alla leggenda, risalente a scritti del X secolo, secondo la quale la traslazione avvenne con il consenso del santo. James Raine suggerì che la leggenda avesse tratto origine dai tremendi rovesci di pioggia verificatisi, secondo i cronisti di Durham, durante il giorno di san Svitino nel 1315.
Più probabile è l'interpretazione di John Earle, che vede la leggenda come una credenza di origine pagana o forse quella di un giorno di presagio di origini preistoriche.

## Il culto
In Inghilterra Svitino viene celebrato il 15 luglio mentre il Norvegia il 2 dello stesso mese. Dopo la traslazione dei suoi resti, avvenuta nel 971, questi vennero probabilmente smembrati e spostati in diverse teche. Certamente il suo capo venne staccato dal corpo e portato nella cattedrale di Canterbury. L'abbazia di Peterborough ne conserva un braccio. La teca principale venne trasferita nella nuova cattedrale di Winchester nel 1093. Essa venne posta in una "piattaforma funeraria" sopra e dietro l'altare maggiore. La parte posteriore del coro fu eretta all'inizio del XIII secolo per poter accogliere la gran quantità di pellegrini che desideravano vedere la teca ed entrare nel sottostante "spazio sacro". La teca venne spostata nella stessa parte posteriore del coro nel 1476. Esso venne demolito durante la riforma religiosa inglese. Sul luogo vi è ora una sua moderna rappresentazione.
Nel sud dell'Inghilterra molte chiese sono dedicate a lui, specie nello Hampshire. Un esempio è quello della Headbourne Worthy, a nord di Winchester, circondata da un ruscello che scorre su tre dei suoi lati e sgorga da una fonte interna al paese. Altre chiese dedicate a san Svitino si trovano a Lincoln, Worcester e nella Norvegia occidentale, ove la cattedrale di Stavanger è a lui dedicata. Portano il suo nome anche una via (St Swithin's Lane) a Londra, una scuola femminile (St Swithun's School) di Winchester ed il St Swithun's quadrangle presso il Magdalen College di Oxford.

## Svitino e la meteorologia
San Svitino è visto come il santo cui rivolgersi quando si deve pregare perché finiscano i rovesci di pioggia.
In Francia, nelle rispettive ricorrenze, ai santi Medardo (8 giugno), Urbano e Gervasio e Protasio (19 giugno) sono attribuiti poteri analoghi a quelli di san Svitino in Inghilterra. Nelle Fiandre c'è santa Godeleva (6 luglio) ed in Germania c'è il giorno dei Sette Dormienti (27 giugno).
Vi è una base scientifica alla leggenda del giorno di san Svitino. Verso la metà di luglio la corrente a getto si pone in un corso che rimane, nella maggior parte degli anni, ragionevolmente stabile fino alla fine di agosto. Quando questa corrente si trova a nord delle isole britanniche, l'alta pressione è in grado di penetrarvi, mentre quando si trova a sud o attraverso le isole britanniche, l'aria dell'Artico e il sistema meteorologico atlantico sono predominanti.